# Prieuré Saint-Géraud
Le Prieuré Saint-Géraud est un ensemble monastique bénédictin sous le vocable de saint Géraud, et qui dépendait de l'Abbaye d'Aurillac. Il en reste un « château prieural » et une église romane, l'église Saint-Géraud. 

## Localisation
Situé en France sur la commune de Monsempron-Libos département de Lot-et-Garonne, en région Nouvelle-Aquitaine, surplombant la vallée de la Lémance jusqu'à sa confluence avec le Lot.

## Historique

### Origine
Il y a peu de documents dans les archives permettant de préciser l'histoire du prieuré. C'est un prieuré régulier fondé par l'Abbaye d'Aurillac. C'était un prieuré simple, c'est-à-dire dépendant directement de l'abbaye-mère dont l'abbé nommait le prieur. Le prieuré était régulier car les moines du prieuré devaient respecter la règle bénédictine.
Un texte daté de la fin du XIe siècle concernant la fondation de l'abbaye de Fongauffier citant un prieur de Monsempron permet d'affirmer que le prieuré de Monsempron était fondé à cette date. Les personnalités citées dans ce document, l'évêque de Cahors Géraud de Gourdon, son frère Pons de Gourdon, l'évêque de Périgueux Renaud de Tivier, l'abbé de Saint-Géraud d'Aurillac Pierre de Cisière, l'abbé de Saint-Avit-Sénieur, Arnaldus de Gaulejac, permettent d'affirmer que le prieuré de Monsempron existait dans les années 1080.
Pour le chanoine E. Joubert, « le prieuré de Monsempron était en Agenais un des plus anciens parmi ceux qui relevaient de l'abbaye de Saint-Géraud ». On sait que l'abbaye d'Aurillac avait fondé en Agenais la plus ancienne de ses possessions en Agenais, le prieuré de Dolmayrac, vers 1040. À la même époque, plusieurs seigneurs des environs font des donations à l'abbaye de Moissac entre 1040 et 1060, et l'abbaye de Cluny. On peut supposer[réf. souhaitée] que le site de Monsempron a été donné par les seigneurs de Fumel aux alentours de 1060.
Le nom de « Montem Sempronium » apparaît pour la première fois dans un écrit en 1259. Une bulle du pape Nicolas IV datant de 1299 (date à revoir car le pape est mort en 1292) indique que le prieuré est une possession de l'abbaye d'Aurillac.
La vie conventuelle est encore attestée au début du XIVe siècle. Pendant les guerres de religion l'église a servi simultanément pour la messe et le culte réformé.
Dans un texte de 1601 saint Eutrope, évêque de Saintes, est cité comme patron secondaire de l'église, à côté de saint Géraud. Dans les Mémoirs de Labénazie datant de 1605, il est écrit « l'église bien construite, haute de voûtes, grande, avec force piliers » garde la trace de cinq autels qui y existaient.

### Le prieuré et les prieurs de Monsempron
Le premier prieur de Monsempron est cité vers 1081/1089. Un autre prieur est connu en 1227, G. de Laroche, moine à Moissac. Il est étonnant qu'un prieur dépendant de l'abbaye d'Aurillac soit un moine de Moissac liée à l'abbaye de Cluny. Ce prieur de Monsempron est cité dans une enquête datant de 1238 comme ayant participé à l'élection de l'abbé d'Eysses en 1227 et fait partie d'un conseil nommé en 1208 pour aider l'abbé d'Eysses. Cette période correspond à la croisade des Albigeois qui a entraîné des ravages dans la région.
Au XIVe siècle, on note comme prieur de Monsempron, Guillaume Duranti, moine d'Aurillac, cité en 1304 et 1307, puis Nicolas Desongles, vicaire général de l'abbé d'Aurillac., cité en 1316, 1319 et 1321. L'abbé d'Aurillac est élu par les moines d'Aurillac jusqu'en 1320. Cette année-là, c'est le pape Jean XXII qui nomme l'abbé d'Aurillac Archambaud. C'est le pape Benoît XII qui lui retire sa charge d'abbé pour qu'il exerce celle d'évêque de Saint-Flour, en 1335 et qui nomme à sa place Aymeric de Montal. Son successeur est élu par les moines en 1361, mais des troubles dans l'abbaye qui vont cumuler avec le probable meurtre de l'abbé Hugues de La Roche d'Agoux, en 1464, vont amener les papes à choisir l'abbé jusqu'au concordat de 1516. Le pape Pie II nomme Jean d'Armagnac abbé d'Aurillac (1464-1489). Les prieurs de Monsempron nommés au cours de cette période le sont souvent par le pape : Gasbert d'Antéjac, connu en 1341 et 1342, Itier de Latour, connu en 1360, Hélie Jacques de Chalès, connu entre 1360 et 1366, Hugues de Vallegordio, jusqu'en 1374, puis le pape nomme un moine de l'abbaye de La Sauve-Majeure. 
Vers 1469, le prieuré est victime du banditisme de plusieurs clercs et laïcs, dont François de Lustrac et Jean de Lanebogeyra. Le prieur de Monsempron, Jean de l'Albrespy (avant 1467-1493 ou 1502), porte plainte devant le pape Paul II. Son neveu Pierre de l'Albrespy, vicaire général de l'abbaye d'Aurillac lui a peut-être succédé. Puis on cite Antoine de Gontaut en 1520. Lui succède Jacques de Secondat, vicaire général de l'archevêque de Toulouse, qui fait son testament en 1554 et meurt vers 1560.
L'abbaye d'Aurillac est sécularisée le 13 mai 1561. Les moines d'Aurillac sont remplacés par un chapitre de chanoines. Tous les prieurés de l'abbaye d'Aurillac dépendent alors du chapitre de Saint-Géraud. Les guerres de religion vont commencer dans le Fumelois en 1562. Jean de Secondat succède à son oncle vers 1560, jusqu'à sa mort en 1577. Deux prieurs vont lui succéder jusqu'en 1598. C'est de cette période que datent les graffitis dans le prieuré.
Lorsque l'évêque d'Agen, Nicolas de Villars, se rend à Monsempron le 11 juin 1601, alors que la majorité des habitants sont catholiques, il y a déjà 20 ans qu'il n'y a plus de prêtre dans la paroisse mais il ne signale pas de destruction dans le prieuré. La liste des prieurs de Monsempron montre qu'en 1598 le prieur est M. de Pecharry, un parent de Jean de Vivans, dont le père était le capitaine protestant Geoffroy de Vivans. Il semble qu'à cette époque l'autorité réelle sur les biens du prieuré de Monsempron était détenue par Jean de Vivans.
Deux prieurs apparaissent : Jean de Triquart, en 1612, Bertrand Jeyan, en 1625.
Le seigneur de Fumel achète en 1632 la charge de prieur de Monsempron pour son fils François, mais comme il n'a pas l'âge nécessaire, deux autres personnes sont citées comme prieurs dans les années 1640, Antoine de Noailles, en 1639 et 1641, et Louis de Noialhac, en 1649. Leur rôle et le partage des revenus du prieuré étaient précisés dans un accord entre le seigneur de Fumel et l'évêque de Saint-Flour, en 1639. François de Fumel est cité en 1659.
Le prieur suivant est Charles de Fumel-Montaigu dit d'Aurignac. Il meurt vers 1703. En 1704, le juge de Monsempron enregistre les trois dernières lettres de provisions des derniers prieurs : François de Bosredon de juillet 1703, Charles Boileau d'août 1703 et dom François Benooit de la congrégation de Saint-Maur, sous-prieur d'Eysses, le 8 janvier 1704. Mais dès 1710, le nouveau prieur se nomme Léon de Saulx de Tavannes, mais il réside à Paris chez son père le comte de Saulx de Tavannes. Le dernier prieur de Monsempron ayant résidé au prieuré est Adrien Laurent de Laborde, prieur entre 1713 et 1756. Les trois prieurs commendataires suivants, jusqu'à la Révolution, Gabriel Belais de La Chapelle, cité en 1760, Claude d'Anteroches, jusqu'en 1766, et Jean-Louis Roussel, entre 1766 et 1790, ne résident pas dans le prieuré. Ils se contentent d'en toucher les revenus. Les revenus du prieuré de Monsempron dans la première moitié du XVIIIe siècle est de 1 000 livres, à comparer à celui de Saint-Front-sur-Lémance, 300 livres, et de l'abbaye d'Eysses, 1 500 livres.

### Après la Révolution
La loi sur la Constitution civile du clergé est votée le 12 juillet 1790. Le chapitre d'Aurillac est dissout le 16 décembre, entraînant la disparition des prieurés qui en dépendaient.
Pendant la Révolution, l'aile est du prieuré sert de presbytère jusqu'en 1792, puis n'est plus occupée jusqu'en 1801. Elle redevient un presbytère à partir de 1801. Les ailes ouest et nord sont occupées par la municipalité, mais en 1793 elles sont mises en vente ainsi que leurs dépendances. À cette occasion, les plans de ces parties ont été levés. Cette partie du prieuré est achetée le 16 fructidor an IV (2 septembre 1795) par Jean Vargues. Il revend les écuries en l'en IX, puis ce qu'il lui reste à Jean Jayan. Le cadastre de 1827 montre que des destructions ont été faites sur l'aile ouest, en particulier le second étage. Jean Jayan revend ce qu'il possède en 1835 à une dame Delbos. Son fils, Jean Delbos, est curé à Monsempron et y a fait établir un collège en 1828. Le prieuré peut alors lui servir d'annexe. Le collège ferme en 1849. Le prieuré est vendu en 1850 à Mme Zoé Compère. Puis, en 1859, grâce à un legs, la municipalité crée une école de filles dirigée par les Filles de la Croix qui s'installe dans l'ancien château prieural. La municipalité essaie d'acheter les parties privatives, sans succès. Finalement les Filles de la Croix réussissent à l'acheter en 1870. Elles démolissent les derniers vestiges de l'aile ouest.
La loi de séparation des Églises et de l'État, en 1906, amène le départ du curé de l'aile est, qui s'installe dans l'aile nord qu'il avait achetée. L'aile Est est transformée en appartements qui reçoivent des locataires jusqu'en 1974. Cette aile Est est progressivement remise en état. La municipalité rachète le presbytère en 1988 et réunit les deux parties subsistantes du château prieural. Les travaux de restauration de l'aile Est commencent en 1989 pour en faire un lieu d'expositions d'Art contemporain. Sur l'autre partie, les restaurations se sont limitées à retrouver les volumes de 1793.

## Bâtiments

### Château prieural

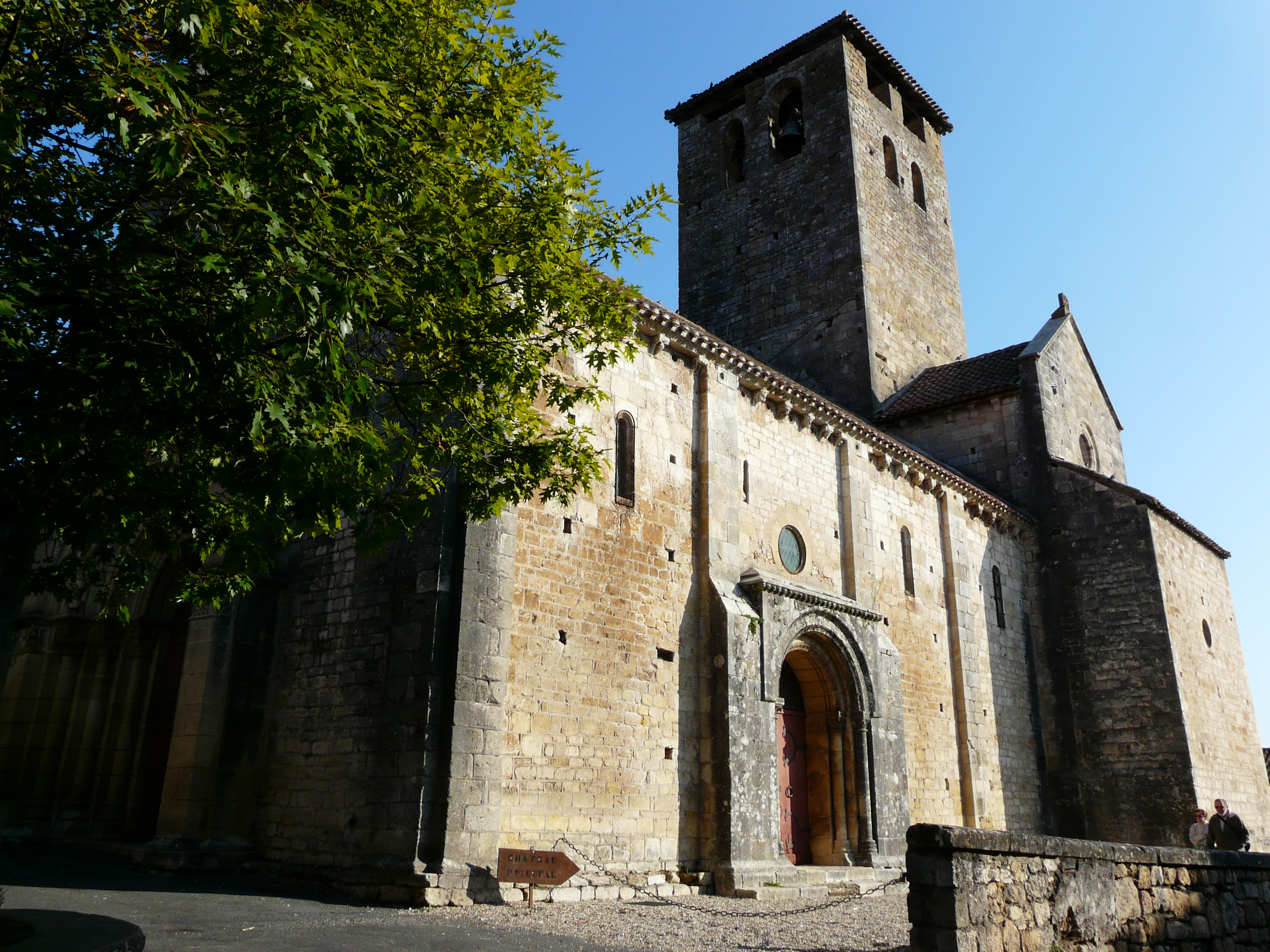
Église Saint-Géraud

Le château prieural est actuellement propriété de la commune de Monsempron-Libos, il est devenu un lieu qui accueille de nombreuses expositions,.

### Église
L'église Saint-Géraud est une église catholique qui sert actuellement d'église paroissiale. L'édifice est classé au titre des monuments historiques en 1848.

### Prieurs
Dans la liste des prieurs on note au XVIe siècle un Jean de Secondat, de la famille de l'illustre philosophe Montesquieu

## Possessions

### Prieurés et abbayes
Il avait pour dépendances les prieurés de Cuzorn et de Saint-Front-sur-Lémance ainsi que l'abbaye de Fongauffier.

### Dépendances civiles
- Port d'Arribos (devenu Libos, sur le Lot).
- Forges